# تیغچه‌دم ابرواخرایی
تیغچه‌دم ابرواخرایی (نام علمی: Asthenes coryi) گونه‌ای از پرندگان خانواده مرغان تنورساز و بومی غرب ونزوئلا است.
زیستگاه طبیعی آن چمنزارهای نیمه‌گرمسیری یا گرمسیری در ارتفاعات است.